# Caspar van Wittel
Caspar Adriaensz van Wittel, detto Casper, e conosciuto in Italia come Gaspare Vanvitelli, o Gaspare degli Occhiali (Amersfoort, 1653 – Roma, 13 settembre 1736), è stato un pittore olandese naturalizzato italiano.

## Biografia

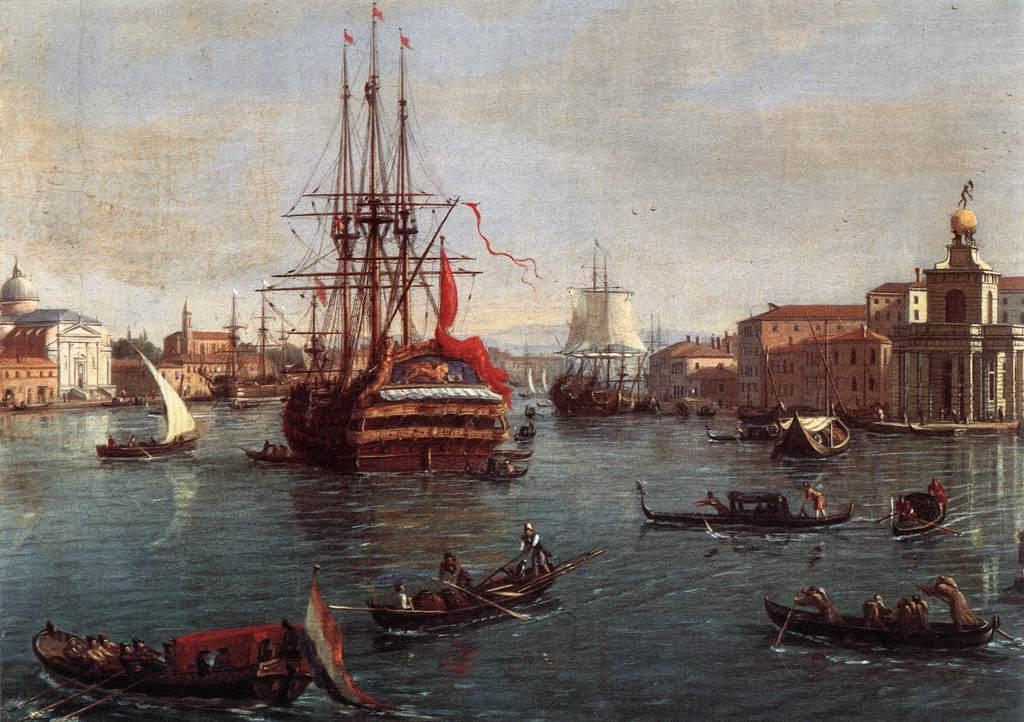
Bacino di San Marco e una fregata veneta

In patria fu allievo di Thomas van Veenendaell e Matthias Withoos dal 1669 circa al 1674, anno in cui si trasferì nel Regno di Napoli. Risiedeva a Roma, sede di una nutrita colonia di pittori olandesi. Nel 1675 collaborò con l'ingegnere Cornelis Meyer per effettuare i rilievi grafici del corso del Tevere; il gusto per il dettaglio e l'impostazione descrittiva e tersa tipici del vedutismo nordico caratterizzeranno la sua produzione, dedicata a ritrarre Roma e le sponde cittadine del Tevere. Ottenne tali risultati anche grazie ad alcuni strumenti già usati dai vedutisti del nord, come la "scatola ottica".
Lavorò anche nell'Italia del nord (Lombardia, a Venezia e a Bologna) oltre che a Urbino e a Napoli. Fu essenzialmente un artista vedutista, al pari del Canaletto.
Dal 1699 al 1702 fu a Napoli, chiamato per lavorare nel cantiere del palazzo Reale dal viceré spagnolo Luigi Francesco de la Cerda, duca di Medinaceli, in onore del quale suo figlio, nato dalla romana Anna Lorenzani (1669-1736, sposata il 18 febbraio 1697), venne chiamato Luigi; nato il 12 maggio 1700, in seguito diverrà noto con il nome italianizzato di Luigi Vanvitelli..
Altri figli nati dal matrimonio furono Urbano (18 novembre 1698-infante); un secondo Urbano (16 giugno 1702-5 agosto 1770), che fu abate in San Giovanni dei Fiorentini; Marcello Nicola (25 novembre 1704-infante); Marcello Domenico (6 settembre 1706-infante) e Petronilla (20 novembre 1710-8 agosto 1766).
Van Wittel fu particolarmente ricercato dal patriziato romano, dagli Odescalchi ai Colonna, dagli Albani agli Ottoboni (si ricordano le cinquantacinque vedute in Palazzo Colonna a Roma) e ricevette la consacrazione ufficiale nel 1711, quando entrò a far parte dell'Accademia di San Luca.

## Diffusione dei dipinti

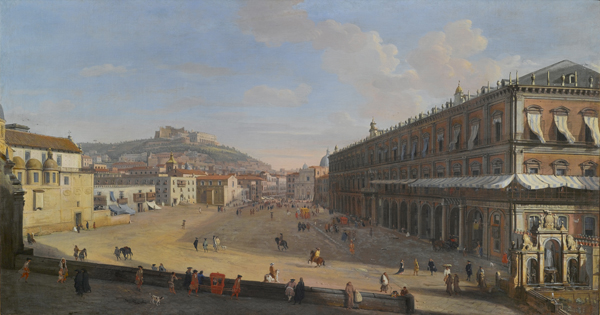
Gaspare Vanvitelli, Veduta del Largo di Palazzo, Palazzo del Banco di Napoli, Napoli

Le opere di van Wittel sono diffuse nei maggiori musei e, soprattutto, nelle collezioni private del mondo. Numerosi dipinti si trovano nelle collezioni patrizie romane, come la Galleria Colonna, Doria-Pamphilij, Palazzo Corsini e Palazzo Barberini. Ancora, sono conservate nel Museo di Roma, nella Pinacoteca Capitolina, in quella Vaticana e all'Accademia di San Luca. Roma ne conserva un nucleo cospicuo, ma si conservano opere dell'artista anche a Palazzo Pitti a Firenze e nei musei napoletani, soprattutto nei musei di San Martino e di Capodimonte.
La maggior parte dei dipinti di van Wittel resta comunque in mano a privati e a diverse fondazioni bancarie, come per esempio il Palazzo Leone Montanari a Vicenza o il Palazzo del Banco di Napoli a Napoli, entrambi aperti al pubblico.
Il maggior numero dei suoi disegni, invece, è conservato alla Reggia di Caserta.

## Opere principali

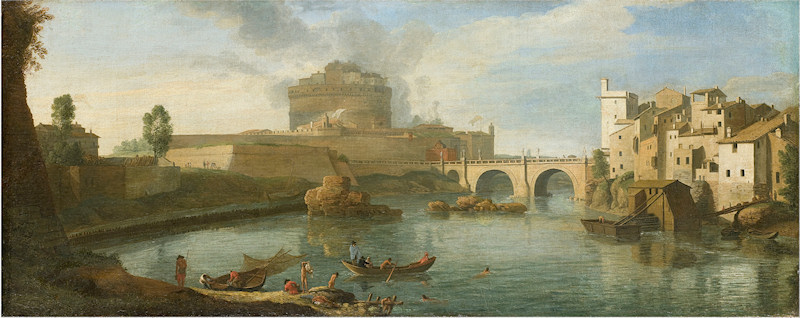
Gaspare Vanvitelli, Il Tevere a Castel Sant’Angelo visto da sud (1710-1715) Fondazione Cariplo

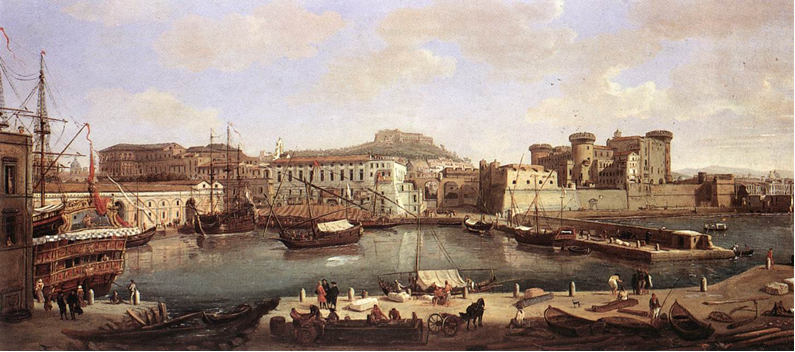
Gaspare Vanvitelli, Vista del porto di Napoli

- Veduta del Largo di Palazzo a Napoli, olio su tela, Napoli, Palazzo del Banco di Napoli
- Veduta del Tevere a Castel Sant’Angelo (1683), olio su tela, 26,5 × 47,3 cm, Roma, Palazzo Barberini
- Il porto di Ripa Grande, visto da Ripa Grande, con il colle dell'Aventino (1689), olio su tela, 65×125,5 cm, collezione privata
- Via di Porta Pinciana (1685-90), olio su tela, 49x98 cm, Roma, Museo di Roma
- Veduta della piazza del Quirinale, fine XVII secolo,  La Spezia, Museo civico Amedeo Lia
- Veduta del borgo di Ronciglione dal Rio Vicano (1691), olio su tela
- Piazza Navona (1699), olio su tela, 96.5 x 216 cm, Madrid, Museo Thyssen-Bornemisza
- Veduta di Roma da Villa Medici (1712), olio su tela, 51×63 cm, Varsavia, Museo Nazionale di Varsavia